# 凱爾采省 (1919-1939)
凱爾采省 （Województwo kieleckie）是波蘭第二共和國時期的一個省，位於該國中西部。1938年時面積22,204平方公里，1931年人口 2,671,000人。首府凱爾。
1939年時下分18縣。